# Kato Milos
Kato Milos (gr. Κάτω Μύλος) – wieś w Republice Cypryjskiej, w dystrykcie Limassol. W 2011 roku liczyła 50 mieszkańców.